# The Woody Woodpecker Song
The Woody Woodpecker Song ist ein Lied aus dem Jahr 1948, das von George Tibbles und Ramey Idriss für den animierten Kurzfilm Wet Blanket Policy geschrieben wurde.
Das Lied erhielt eine Oscarnominierung für den Besten Song und blieb 1948 in der Version von Kay Kyser and His Orchestra, gesungen von Gloria Wood, für sechs Wochen auf Platz eins der Charts. Das Lied wurde als Titelmusik für die Woody-Woodpecker-Reihe übernommen. Das Kennzeichen des Liedes ist das keckernde Lachen von Woody Woodpecker.

## Coverversionen
Coverversionen des Songs nahmen u. a. Danny Kaye mit The Andrews Sisters, The Sportsmen mit Mel Blanc, Fud Candrix, Dick Hyman/Roger Kellaway und Woody Shaw auf.